# Vixta (Distribución Linux)
Vixta es una distribución GNU/Linux, basada en Fedora 8 Release Candidate 2 (Fedora 8 RC2), cuyo principal atractivo es simular el entorno ofrecido por Windows Vista, llamado Aero, con el objetivo de atraer usuarios desde Microsoft Windows, sistema operativo privativo, aprovechando el atractivo visual de este.

## Objetivos generales deVixta
En su página web se dice que:

Vixta.org is a Fedora-based Linux distribution designed to be: 
- 0. Absolutly free, in every sense
- 1. spread linux to the "masses".
- 2. ABN - Absolutly No Config
- 3. User-Friendly.
- 4. Eye-catching.
- 5. Familiar look and Feel

Traducción

Vixta.org es una distribución Linux (GNU/Linux) basada en Fedora, diseñada para ser: 
- 0. Absolutamente libre, en todo sentido.
- 1. Extender Linux "a las masas".
- 2. ABN - Sin ninguna configuración
- 3. Fácil de usar.
- 4. Llamativa.
- 5. De apariencia y ambiente familiar